# Haganá
La Haganá (en hebreo: ההֲגָנָה la defensa) fue una organización paramilitar de autodefensa judía creada en 1920, durante la época del Mandato británico de Palestina. Sus miembros eran los propios integrantes de los kibutzim y moshavim, quienes crearon la organización como consecuencia de los pogromos realizados por parte de la población árabe, como el pogromo de Jerusalén en 1920. Los disturbios de Jaffa de 1921, los motines árabes de 1929 involucrando la matanza de Hebrón y la masacre de Safed, así como los ataques durante la revuelta árabe entre los años 1936 y 1939, entre los cuales destaca la masacre de Tiberíades, contribuyeron a reforzar a la Haganá. La Haganá, junto con otras organizaciones, fue la predecesora del actual ejército israelí (conocido como Tzahal) y sirvió de base a este último.

## Orígenes

### Antecedentes
La Haganá no surgió por casualidad en 1920, y tiene raíces previas.

#### La autodefensa judía en el Imperio ruso
El Imperio ruso experimentó varias oleadas de pogromos contra los judíos. Las dos más importantes fueron las de 1880-1881 y 1903-1906. A raíz de la violencia, las organizaciones de autodefensa judías comenzaron a nacer, con el fin de proteger a sus comunidades. Algunos de los creadores de la Haganá fueron antiguos miembros de agrupaciones de autodefensa judía de Rusia. Después del pogromo de Kishinev en 1903, Vladimir Jabotinsky participó en la creación de tales grupos en el Imperio ruso, antes de involucrarse en la creación de la Haganá en Jerusalén en el año 1920.

#### Hashomer
El predecesor de la Haganá fue Hashomer (El Guardián), cuerpo creado en 1909 y compuesto por un pequeño grupo de inmigrantes judíos, miembros de Poale Zion, que protegían sus propios asentamientos de los ataques de algunos pobladores árabes disconformes con su presencia. Fue el primer grupo judío de vigilantes durante el Imperio otomano en la región. En aquella época el grupo no tenía más de un centenar de miembros.

#### La Legión Judía
Durante la Primera Guerra Mundial, Vladimir Jabotinsky y Joseph Trumpeldor, dos líderes sionistas, lograron obtener de los británicos el permiso para crear unidades judías, que pasaron a la historia con el nombre de Legión Judía. Después de la guerra, las organizaciones sionistas de izquierda y de derecha trataron de conseguir que los británicos mantuvieran estas unidades en el Mandato británico de Palestina para defender al Yishuv (comunidad judía). La afluencia de olim jadashim (nuevos inmigrantes judíos) creó tensión con los nacionalistas árabes. La disolución de la Legión Judía en 1919 no fue, por lo tanto, bienvenida. La creación de la Haganá respondió en parte a esa disolución.

### Fundación de la Haganá en 1920
La Haganá fue creada el 15 de junio de 1920, dos meses después del Pogromo de Jerusalén en 1920, donde la población judía fue asaltada por los árabes. A raíz de estos acontecimientos, que se extendieron también a Yafo, Hebrón y Haifa, los líderes judíos consideraron que sus kibutzim y moshavim necesitaban protección armada frente a la población árabe, al ver que el Mandato no hacía nada por evitar los ataques. El rol de la Haganá fue, por lo tanto, defender sus kibutz y granjas, alertar a los residentes de posibles ataques y rechazar a los agresores.
Vladimir Jabotinsky desempeñó un importante papel en la creación de la organización. El Consejo del Hashomer desmanteló la organización entre los meses de mayo y junio de 1920 y se transfirieron todas las responsabilidades de defensa para el principal partido de los trabajadores, Achdut Haavoda, surgido de la combinación de Poalei Zion y la Federación de Trabajadores Agrícolas, que tomó a la joven organización de la mano y la extendió rápidamente al conjunto de Yishuv. La responsabilidad de la defensa y la seguridad fue aceptada por el partido durante la convención del kibutz Kinneret entre los días 13 y 15 de junio de 1920.
Las resoluciones de la convención fueron: Achdut Haavoda reconocía la importancia de la responsabilidad histórica que le entregaba el Hashomer, comprometiéndose con la participación, la dedicación y el alerta de los trabajadores en la organización de defensa nacional popular, y a la creación de una fuerza de patrulla. La acción inicial del comité de la Haganá incluiría miembros de Hashomer de la última comisión, incluyendo a Eliahu Golomb. Con base en estas resoluciones, la Haganá definitivamente se estableció el 15 de junio de 1920.
Rápidamente militantes de todo origen, pero sobre todo de izquierdas, se integraron a la organización. Achdut Haavoda trasladó el control de la Haganá a la Histadrut, el sindicato de izquierda. Haganá e Histadrut fueron entonces unas organizaciones "unitarias" que reagrupaban a los diferentes partidos de izquierda, en particular Hapoel Hatzair y Achdut Haavoda).
Los británicos no oficializaron la organización pero, a causa de los acontecimientos, la toleraron. La Haganá comenzó a organizar guardias y patrullas alrededor de los establecimientos judíos. A consecuencia de la creación de la Haganá, la situación de la seguridad pública fue bastante tranquila entre los años 1921 y 1929.[cita requerida]
La Haganá perpetró un atentado contra un adversario político, como fue el caso del asesinato del poeta judío y activista antisionista de origen neerlandés Jacob Israël de Haan, en Jerusalén el 30 de junio de 1924, a manos de Avraham Tehomi, quien luego acabaría siendo expulsado de la Haganá y encabezaría el grupo Irgún. En una entrevista realizada por el periodista Shlomo Nakdimon en Hong Kong, en 1983, Tehomi admitió su implicación en los hechos, a pesar de que otras fuentes cuestionan la participación de la Haganá en el asesinato. En palabras de Avraham Tehomi, quien luego acabaría siendo expulsado de la Haganá y lideraría el grupo armado de ultraderecha, Irgun: "Hice lo que la Haganá decidió que se debía hacer. Y nada fue hecho sin la orden de Yitzhak Ben-Zvi [...] No me arrepiento, porque de Haan quería destruir la idea del Sionismo".

### La división de laHaganá Nacional(1929-1937)
En el período comprendido entre 1920 y 1929, la Haganá no tuvo una autoridad central ni coordinación alguna en sus actividades; sus unidades estaban armadas de forma precaria, ya que estaban conformadas principalmente por granjeros con escasa experiencia en combate que se turnaban para proteger sus propiedades.
Entre 1929 y 1931, una serie de revueltas contra los judíos tuvieron como saldo decenas de muertos. Estos disturbios tuvieron dos consecuencias: el deseo de hacer de la Haganá una organización común del Yishuv, pero también su separación. [cita requerida]
Después de los Motines árabes de 1929 involucrando la infame Matanza de Hebrón, que llevaron a la limpieza étnica de todos los judíos de la ciudad de Hebrón, y la Masacre de Safed, que dejaron como saldo 133 judíos y 116 árabes muertos, el papel de la Haganá cambió drásticamente. Se convirtió en una organización que agrupaba a la mayoría de los jóvenes de los asentamientos judíos, así como a miembros provenientes de las ciudades. Se compraron armas en el extranjero y se comenzaron a montar talleres de fabricación de granadas de mano y equipamiento militar básico.
Hasta finales de la década de 1930, la Haganá mantuvo la política de la havlagá («autocontención»). Según esta política, de carácter pragmático y abanderada por Ben Gurión y el sector socialista y mayoritario del sionismo, la Haganá mantendría una actitud de moderación, sin adoptar represalias indiscriminadas contra los árabes palestinos tras sus ataques, ni emplear el terrorismo, limitándose a la autodefensa.[cita requerida] El estar en contra de la havlagá fue una de las razones que impulsó los movimientos clandestinos disidentes. La havlagá terminó una vez que la Haganá siguió las recomendaciones del general británico Orde Charles Wingate al respecto.
A finales de 1931, los elementos más extremistas de la Haganá, descontentos con la política de moderación promovida por Ben Gurión ante los ataques árabes y las prohibiciones británicas, se escindieron, creando la «Haganá nacional» o «Haganá B», rebautizándose en 1937 como Irgún Tzvai Leumí («Organización Militar Nacional»), más conocido simplemente como Irgún, un grupo paramilitar liderado por Vladimir Jabotinsky.

### La rebelión árabe y el fortalecimiento de la Haganá (1936-1939)

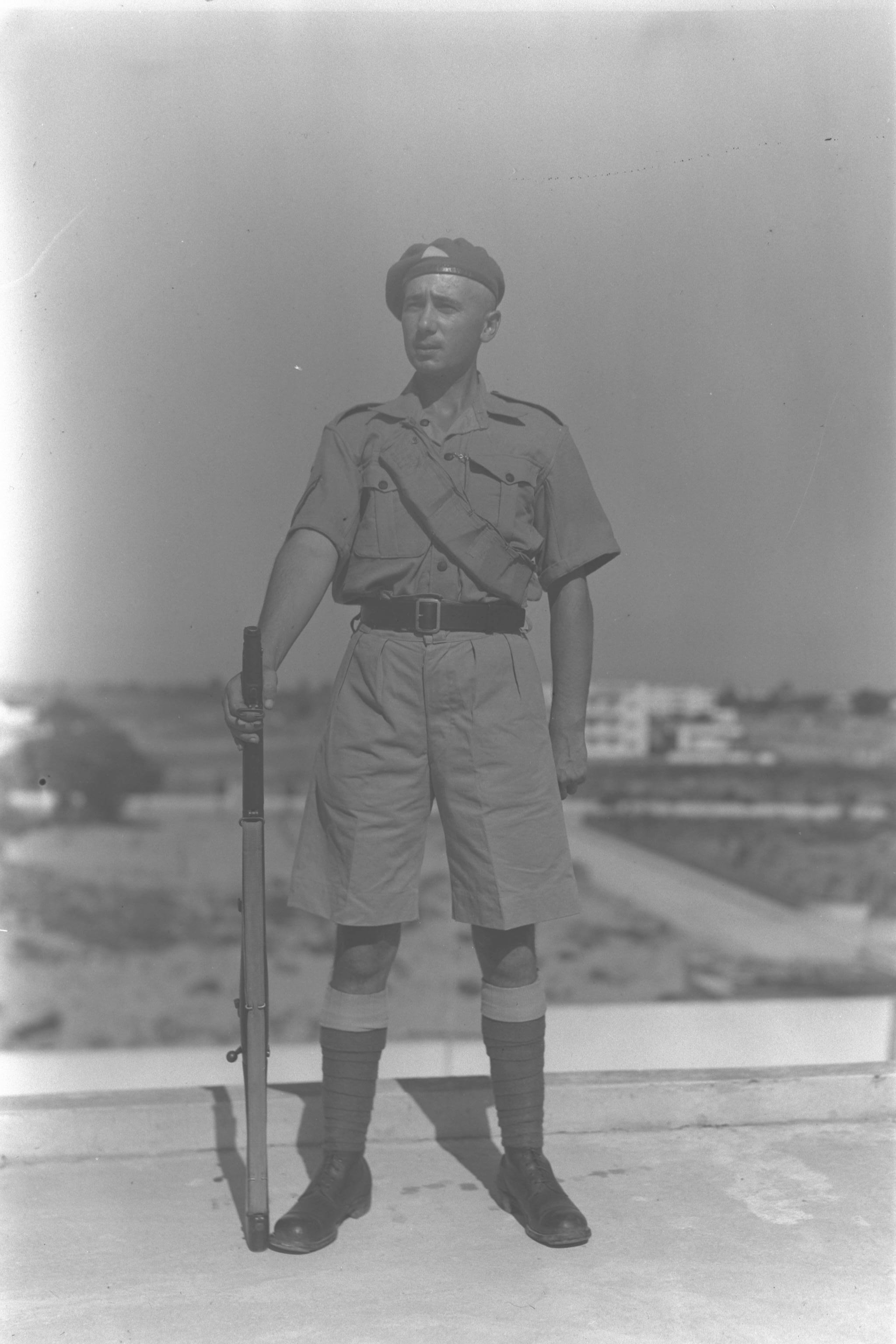
Notrim - Policía para la protección del Yishuv contra los ataques árabes.

Los disturbios árabes de 1939 en el Mandato Británico de Palestina plantearon a la Haganá nuevos desafíos. El levantamiento se prolongó durante mucho tiempo. A diferencia de ataques anteriores, el transporte por carretera y los agricultores fueron atacados también.
Para 1936 la Haganá contaba con 10 000 hombres movilizados y más de 40 000 reservistas. A iniciativa de los comandantes locales, como Yitzhak Sadeh y Eliyahu Ben-Hur, las complejas operaciones "fuera de la cerca" se perfeccionaron. Estas tácticas, derivadas de experiencias anteriores en el desarrollo de la defensa hebrea, se basaron en dar comienzo a operaciones ofensivas en áreas ubicadas entre los asentamientos. Por primera vez, las fuerzas se prepararon para realizar emboscadas y esperar al enemigo fuera de los vallados de los asentamientos y cerca de sus bases. De esta manera socavaron la confianza del enemigo en sus movimientos, tanto durante el día como durante la noche.
Yitzhak Sadeh asentó las Unidades Terrestres del Haganá (Fosh), una fuerza móvil "asignada para reforzar las zonas propensas a los ataques, llevar a cabo acciones preventivas, vigilancia y persecución contra objetivos enemigos conocidos, evitando la acción contra la población civil de acuerdo a la política de moderación decidida por los líderes del Yishuv”.
Como resultado, muchos se unieron al Notrim, cuerpo auxiliar de la policía británica, participando activamente y colaborando con los británicos para aplacar a la insurgencia árabe. Los Notrim fueron los únicos miembros de la Haganá reconocidos por los británicos, mientras que el resto de la organización fue declarada ilegal. A pesar de que no fue reconocida oficialmente por la administración británica, las fuerzas de seguridad británicas cooperaron con la Haganá mediante la formación de la Policía de los Asentamientos Judíos, las Fuerzas Auxiliares Judías y las Escuadras Nocturnas Especiales.
Para 1937 la Haganá contaba con aproximadamente 17.000 hombres y 4.000 mujeres En sus filas.
En el verano de 1939, el Notrim estaba integrado por 22.000 y poseían 8.000 de armas de fuego. 4.300 Notrim fueron plenamente alistados, 15.000 lo fueron parcialmente y 2.200 se desempeñaron como policías especiales. Las armas de los Notrim y su experiencia en batalla fueron fundamentales para el éxito de las unidades Haganá.
La implementación de las Escuadras Nocturnas Especiales (SNS - Special Night Squads) bajo el mando de Charles Wingate fue el resultado de la exitosa colaboración entre el ejército británico y la Haganá. Los escuadrones, que incluían soldados británicos y miembros del Fosh, operaban al amparo de la noche contra las bandas armadas árabes en Valle de Jezreel. Los escuadrones patrullaban durante la noche y operaban como "emboscadas móviles". Wingate era conocido como "Yadid" (amigo del Yishuv); sus métodos de combate fueron enseñados y utilizados tanto en Haganá como en el futuro ejército israelí.
Decenas de asentamientos de Torre y empalizada (método de construcción para las nuevas granjas colectivas en la década de 1930 durante la rebelión árabe en el Mandato) fueron fundados durante los disturbios árabes. La Haganá planificó el mapa de asentamientos, ayudó a construirlos y se encargó de su defensa. Durante este período, 350 miembros de la Haganá murieron en acción.
La Haganá evolucionó de los disturbios de 1936-1939 como una enérgica organización militar, basada en sus estrategias de defensa, combate y métodos de entrenamiento. El Comando Mayor de la Haganá se creó en 1939, y un jefe de Estado Mayor fue designado como comandante militar profesional, dando la Haganá un paso adicional para convertirse en un ejército de pleno derecho.
La experiencia obtenida durante la Gran Revuelta fue muy útil en la Guerra de independencia de Israel en 1948.[cita requerida]
Para calmar los ánimos de la población árabe, el Mandato Británico canceló en la práctica la inmigración judía legal hacia el Mandato en 1939 mediante la promulgación del Libro Blanco. En respuesta, la Haganá comenzó a organizar inmigraciones clandestinas y manifestaciones en contra de Gran Bretaña, creando la Aliyá Bet, (HaMossad le'Aliyá bet o Agencia para la Inmigración Paralela) que se dedicaba a eludir las leyes antiinmigratorias británicas a través de bases en Suiza y Turquía.

## Participación en la Segunda Guerra Mundial
En 1940, la Haganá  saboteó al SS Patria, un transatlántico utilizado por los británicos para deportar a 1800 judíos a Mauricio, con una bomba destinada a paralizar el barco. Sin embargo, el barco se hundió, matando a 267 personas e hiriendo a 172.
A pesar del Libro Blanco de 1939 –que liquidaba de facto la Declaración Balfour y, por tanto, la posibilidad del establecimiento de un Estado judío–, que causó airadas reacciones en los principales líderes sionistas en Palestina, David Ben-Gurión, presidente en aquel entonces de la Agencia Judía, sentó las bases de la política sionista para con los británicos: «Debemos luchar contra Hitler como si no hubiera Libro Blanco, y debemos luchar contra el Libro Blanco como si no hubiera guerra». Además de la inmigración paralela organizada por la Haganá, el Irgún, por su parte, adoptó una postura más extremista perpetrando atentados contra instalaciones británicas a partir de 1944.
En los primeros años de la Segunda Guerra Mundial, las autoridades británicas pidieron ayuda a la Haganá por miedo a un posible triunfo de las fuerzas del Eje en el frente del Norte de África.[cita requerida] Después de que Rommel fuera derrotado en El Alamein en 1942, se cortó toda cooperación entre los británicos y la Haganá. En 1943, después de largas tandas de negociaciones, el Ejército Británico anunció la creación de la Brigada Judía. Si bien a los judíos palestinos se les permitía alistarse en el ejército británico desde 1940, esta era la primera ocasión en que una unidad militar exclusivamente judía servía en la guerra bajo bandera judía. La Brigada Judía estaba compuesta por 5.000 soldados y fue desplegada en Italia en septiembre de 1944. Se disolvió en 1946.
El Grupo de la Brigada de Infantería Judía (Jewish Infantry Brigade Group) fue una formación militar del ejército británico que sirvió en Europa durante la Segunda Guerra Mundial. Aunque la brigada se formó en 1944, algunos de su experimentado personal fueron empleados contra las potencias del Eje en Grecia, Oriente Medio y África oriental. Más de 30.000 judíos palestinos sirvieron como voluntarios en las Fuerzas Armadas Británicas, de los cuales 734 murieron durante la guerra.
El 19 de mayo de 1941 se creó el Palmaj (acrónimo de Plugot Májatz, «Compañías de Ataque»), como una sección enfocada en el entrenamiento de jóvenes. Nunca fue grande, y en 1947 contaba con sólo cinco batallones (2.000 hombres), pero sus miembros recibieron no sólo adiestramiento físico y militar, sino que también adquirieron habilidades de liderazgo que les permitieron tomar posiciones de mando en el futuro ejército israelí.

## Confrontación con los británicos (1945-1947)

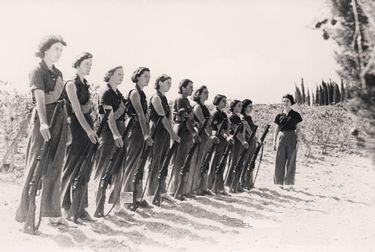
Miembros del batallón femenino de la Haganá en el Kibutz Mishmar HaEmek (1947).

Después del fin de la guerra en Europa, en mayo de 1945, estalló la crisis de los refugiados. Cientos de miles de sobrevivientes judíos del Holocausto tratando de abandonar Europa, principalmente a los Estados Unidos o al Mandato Británico de Palestina. Los británicos objetaron formalmente este último destino. La crisis fue inmediata. El Mossad le'Aliyah bet reanudó las acciones a gran escala, y la Haganá adoptó "la temporada" en el verano de 1945. Desde el segundo semestre de 1945, cuando la difícil situación de los refugiados se incrementaba y la ira del Yishuv contra el Reino Unido se intensificaba, la Haganá decidió hacer un acuerdo con el Irgún y la disidencia radical, el Leji. Este será el "Movimiento de Resistencia Judía".
Por primera vez, la Haganá tomó las armas contra sus antiguos aliados. Pero si bien Leji y Irgún no dudaban en realizar acciones violentas, la Haganá llevó a cabo operaciones como la liberación de inmigrantes ilegales internados en el campo de Atlit, atentados contra la red ferroviaria y actos de sabotaje, tratando de evitar víctimas, contra instalaciones de radar y bases de la policía británica, además de continuar organizando la inmigración ilegal.

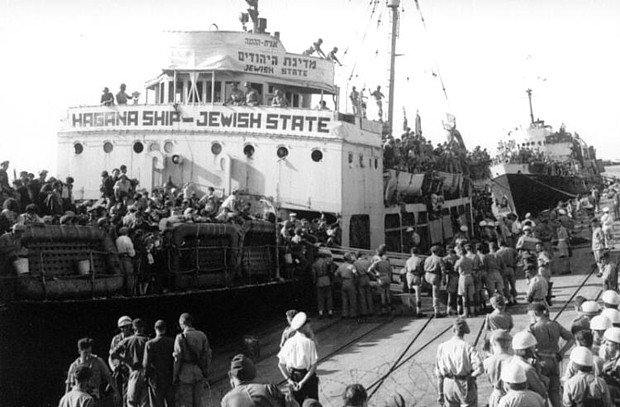
"Barco de la Haganá - Estado Judío" en su arribo al puerto de Haifa (octubre de 1947)

La tensión entre las dos estrategias fue inevitable. El 22 de julio de 1946, el Irgún voló la sede de la administración británica, el Hotel Rey David. La condena fue importante en el Yishuv, y la Haganá decidió romper su alianza y continuó oponiéndose a los británicos, pero en el contexto de una contienda mucho menos violenta que el Irgún y Leji.
De hecho, la Haganá se centró cada vez más en la inmigración ilegal, a través del Mossad le'Aliyah bet. El objetivo no solo fue introducir a los refugiados en el país, sino también provocar una grave crisis en la política internacional sobre esta cuestión. Decenas de miles de refugiados rescatados por la Haganá fueron apresados por los británicos y colocados en campos de internamiento, lo que provocó una fuerte condena internacional. La culminación de esta crisis de refugiados estalló en 1947 con el caso del barco Exodus 1947. El éxito político con el que gozó la Haganá en este caso, tuvo un importante papel en la decisión de las Naciones Unidas para crear un Estado judío.

### La Haganá en la guerra árabe-israelí (1947-1948)

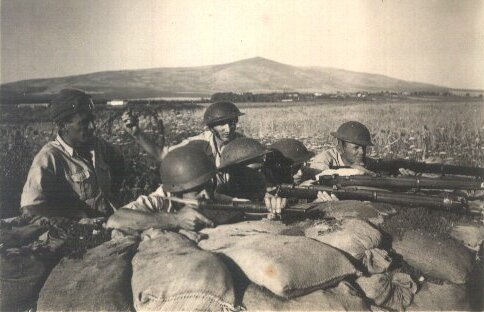
Miembros de la Haganá en Afula en posición de defensa al comienzo de la Guerra de Independencia de Israel

Durante el verano de 1947, la Haganá intensificó los preparativos para una guerra a gran escala contra las milicias árabes locales y los ejércitos de los estados árabes vecinos. Desde el momento en que había quedado claro de que los británicos estaban a punto de abandonar la región, una guerra pronto estallaría, David Ben Gurión asumió la responsabilidad de los asuntos de defensa. La Haganá se organizó para incluir la brigada Palmaj, cinco brigadas de infantería, y otros servicios militares. Veteranos del Ejército británico también se integraron en esta fuerza general, contribuyendo con su capacidad y experiencia de combate.
La guerra estalló en diciembre de 1947, inmediatamente después de la resolución 181 de las Naciones Unidas sobre la partición de Palestina y el establecimiento de un Estado Judío. La Haganá se convirtió en la fuerza de combate que defendió a la población judía en el Mandato Británico hasta la declaración del Estado de Israel el 14 de mayo de 1948, y continuó como tal hasta convertirse en la Fuerza de Defensa de Israel. Durante los primeros seis meses de intensos combates, la Haganá consiguió movilizar, equipar, capacitar y activar una fuerza militar de unos 50.000 hombres y mujeres, su funcionamiento en 12 brigadas, un núcleo de fuerzas aéreas y navales, junto a otras unidades y servicios. Durante este período las fuerzas de la Haganá rompieron la columna vertebral de las ofensivas árabes y conquistaron territorios estratégicos para resistir la invasión agresora de los ejércitos de cinco estados árabes. Para mayo de 1948 las fuerzas de la Haganá finalmente lograron repeler la mayoría de los ejércitos invasores y el 1 de junio la Haganá se convirtió en las Fuerzas de Defensa de Israel. El último jefe de Estado Mayor de la Haganá, el general Yaakov Dori, asumió como el primer Ramatkal de las FDI.
En medio de la invasión de los ejércitos árabes, el 31 de mayo de 1948, David Ben Gurion, el primer primer ministro de Israel, describió la importancia de la Haganá en un famoso discurso en el día en que el Ejército Israelí tomó juramento:

"Es grande la deuda que tienen el yishuv y el pueblo judío con la Haganá durante todas las fases de la fundación [del estado], en Petaj Tikvá, Rishón Letzión, Guedera, Rosh Piná, Zijrón Yaakov y Metula, a través del Hashomer y la vanguardia de la Segunda Aliá, la Legión Judía en la Primera Guerra Mundial [los tres regimientos de fusileros, el 38.º, el 39.º y el 40.º], los defensores de Tel Jai y el constante crecimiento de una organización nacional de defensa en el período entre las dos guerras mundiales, la formación de los cuerpos de policía suplementaria durante los disturbios de 1936-1939, la fundación del Palmaj y de los Cuerpos de Campaña, el voluntarismo masivo en la Segunda Guerra Mundial y la formación de la primera Brigada Judía, y hasta la vigorosa lucha de la Haganá en la primera mitad de la guerra en contra nuestra, desde el 30 de noviembre de 1947 hasta el 31 de mayo de 1948. De no haber sido por la experiencia, la planificación, la habilidad operativa y de comando, la lealtad y el espíritu de valor de la Haganá, el yishuv no podría haber resistido la terrible y sangrienta prueba a la que hemos sido sometidos en los últimos seis meses, y no habríamos logrado el Estado de Israel. En los anales del pueblo judío, el capítulo de la Haganá brillará con una grandeza y un orgullo que nunca se opacarán".

## La creación del Tzahal (1948)
El 28 de mayo de 1948, menos de dos semanas después de la creación del Estado de Israel y el inicio de la guerra de independencia de Israel, el gobierno provisional creó las Fuerzas de Defensa de Israel (FDI), Tzahal por su acrónimo en hebreo, que debía suceder a la Haganá, y decretó la ilegalidad de cualquier otra fuerza armada. El Irgún rechazó inicialmente la decisión, lo que llevó a un breve choque entre ellos y la Haganá. Finalmente, en septiembre de 1948, el Irgún fue disuelto, la mayoría de sus miembros se incorporaron al Tzahal y Menájem Beguin transformó su milicia en un partido político (el Herut).

## Principales comandantes de la Haganá
Comandantes de la Haganá hubo muchos, a continuación se expondrán los comandantes principales y destacados:
Comandantes
- Eliahu Golomb: Es considerado el comandante no oficial de la Haganá, ya que el centro de operaciones fue por muchos años en su propia casa.
- Yaakov Dori: Ramatkal de la Haganá de 1939 a 1945. En 1946-1947 encabezó la delegación de la Haganá en los Estados Unidos relacionada con la adquisición de armas para la guerra. En 1947 volvió a su puesto anterior. Fue el primer Ramatkal de las Fuerzas de Defensa de Israel hasta fines de 1949.
- Yitzhak Sadeh: En 1941 participó de la fundación del Palmaj, constituida por las mejores fuerzas militares de voluntarios alistadas en la Haganá y fue su principal comandante, hasta 1945, de las tropas especiales de batallones de infantería. Comandante de la Haganá 1945-1947.
- Yohanan Ratner: Primer Comandante de la Haganá 1939-1937.
- Moshe Sneh: Comandante de la Haganá 1941-1946.
- Zeev Shefer: Comandante interino de la Haganá 1946-1947.
- Yisrael Galili: Comandante de la Haganá 1947-1948.

## Miembros famosos
- Yitzjak Rabin
- Ariel Sharón
- Moshé Dayán
- Shimon Peres
- Imi Lichtenfeld